# Guayana-Strichelameisenschlüpfer
Der Guayana-Strichelameisenschlüpfer (Myrmotherula surinamensis, Syn.: Sitta surinamensis), zählt innerhalb der Familie der Ameisenvögel (Thamnophilidae) zur Gattung Myrmotherula.
Die Art kommt im Süden Venezuelas, in Guayana und im Amazonasbecken in Brasilien vor.
Das Verbreitungsgebiet umfasst tropischen oder subtropischen feuchten Tieflandwald, tropische Bruchlandschaft und ehemalige Waldgebiete bevorzugt in Gewässernähe bis 100 oder bis 450 m Höhe.
Der lateinische Artzusatz bezieht sich auf die Region Suriname.
Bis vor kurzem wurde die Art als konspezifisch mit dem Westlichen Strichelameisenschlüpfer (Myrmotherula pacifica) und dem Amazonien-Strichelameisenschlüpfer (Myrmotherula multostriata) angesehen.

## Merkmale

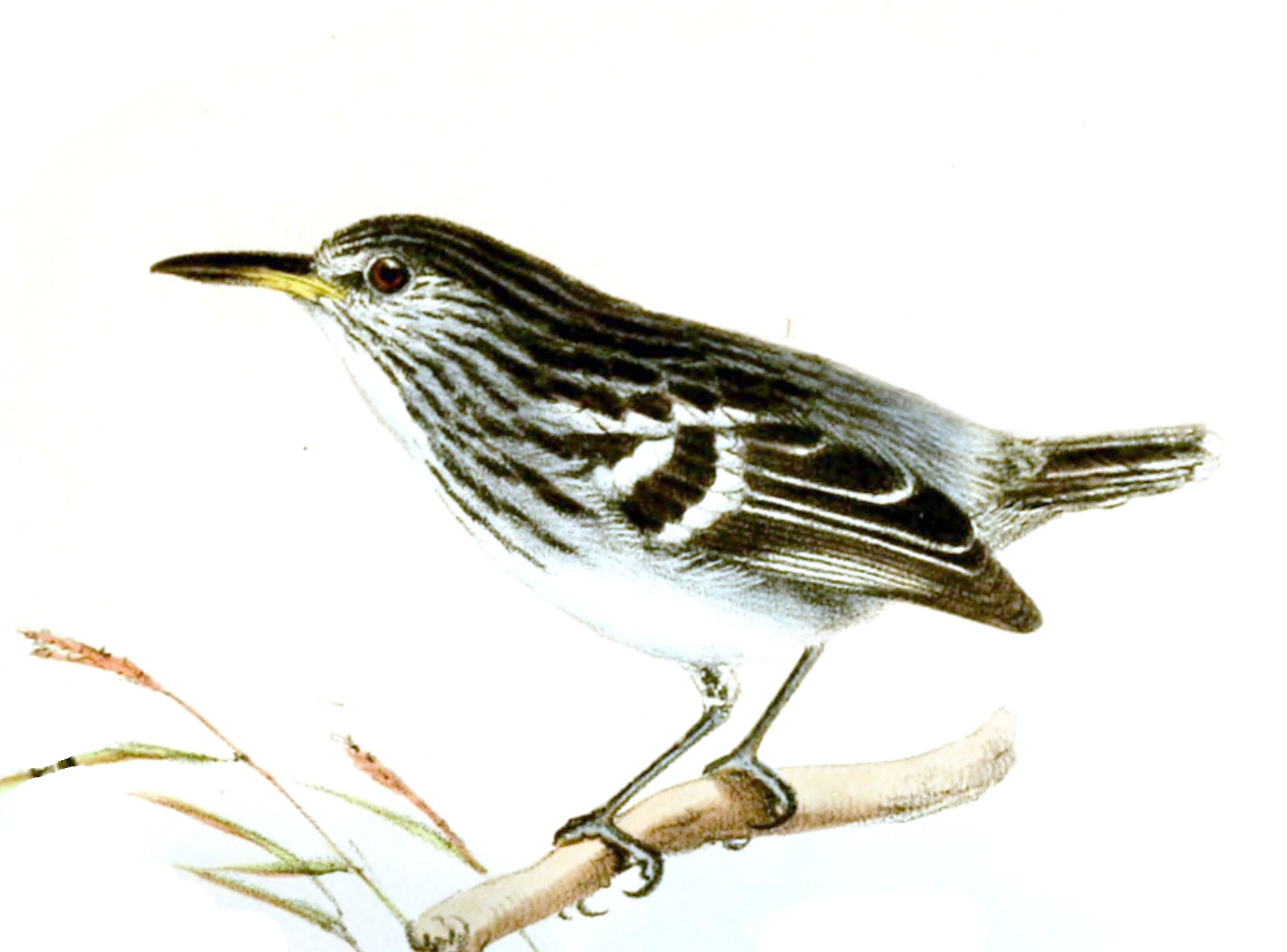
Illustration von Joseph Wolf in: Proceedings of the Zoological Society of London, 1858

Der Vogel ist 9 bis 10 cm groß und wiegt zwischen 7 und 9 g. Das Männchen hat eine schwarze Oberseite und Kappe, jeweils ausgeprägt weiß gestreift, die Flügeldecken haben weiße Spitzen die Flugfedern weiße Ränder. Der Interskapularfleck ist breit, der Schwanz schwarz mit weißen Rändern und weißen Spitzenflecken. Es hat einen dünnen schwarzen Kinnstreifen, Unterseite und Kehle sind schwarz gestrichelt, die Flanken sind grau. Das Weibchen hat eine rostfarbene Färbung auf Kopf, Nacken, Hals und Flanken, keinen Kinnstreifen sowie keine Strichelung auf der Stirn.
Die Art ist monotypisch.

## Stimme
Der Gesang wird als hoher 3 Sekunden andauernder Triller beschrieben.

## Lebensweise
Die Nahrung besteht aus kleinen Insekten und Spinnentieren, die gern bodennah bis in mittlere Baumhöhe in Paaren, meist nicht in gemischten Jagdgemeinschaften gejagt werden.
Die Brutzeit liegt in Französisch-Guayana zwischen August und Oktober. Das außen mit grünem Moos bedeckte Nest hängt 50 bis 100 cm über dem Wasser. Das Gelege besteht meist aus zwei Eiern.

## Gefährdungssituation
Der Bestand gilt als gefährdet (Vulnerable).